# Roger-Louis Junod
Pour les articles homonymes, voir Junod.
Roger-Louis Junod, né à Corgémont le 21 septembre 1923, décédé le 9 juillet 2015 à Cortaillod, est un enseignant, écrivain et critique littéraire suisse (jurassien et neuchâtelois : il demeurera toute sa vie très attaché à son Vallon de Saint-Imier et à sa ville de Neuchâtel). 

## Biographie
Roger-Louis Junod, après l'école normale de Porrentruy, fait des études de lettres à l'Université de Neuchâtel. À partir de 1947, il mène de front la triple carrière de professeur de littérature, de critique littéraire et d'écrivain.
Spécialiste de la littérature romande, il est l'un des observateurs les plus attentifs à la scène littéraire romande et a publié de nombreux articles et plusieurs essais, dont une monographie sur Alice Rivaz en 1980. Au début des années 90, il collabore à l'hebdomadaire Coopération et au Service de presse suisse.
On peut distinguer deux périodes dans sa production littéraire : ses premiers romans Parcours dans un miroir (1962), Une ombre éblouissante (1968), Les enfants du roi Marc (1980) mettent en scène des figures d'écrivain en quête d'une œuvre et d'une identité toujours fuyante. Dans ses deux derniers romans, le romancier s'engage pour davantage de justice sociale : Dans le cerveau du monstre (1987) et Nouvelle donne en Arkadia (1993) mettent en accusation le système capitaliste et appellent à un nouveau modèle économique et social.
Époux de la poétesse Lucette Junod.

## Principales œuvres
- Parcours dans un miroir, (Paris, Gallimard, 1962), roman, postface de Philippe Renaud, Gollion, Infolio, coll. Maison neuve, 2013.
- Une ombre éblouissante, (Lausanne, Éditions L'Âge d'Homme, 1968), roman, postface de Daniel Maggetti, Gollion, Infolio, coll. Maison neuve, 2016.
- Les Enfants du roi Marc, (Vevey, Bertil Galland, 1980), roman, postface d’Alain Corbellari, Gollion, Infolio, coll. Maison neuve, 2017.
- Alice Rivaz, Éditions Universitaires Fribourg, Fribourg, 1980, essai.
- Dans le cerveau du monstre, L'Âge d'Homme, Lausanne, 1987, roman.
- Nouvelle donne en Arkadia, L'Âge d'Homme, Lausanne, 1993, roman.
- Caléidoscope, Chez l'auteur, 1993, poésie automatique.
- Mirjana et les siens, édition à la carte, Sierre, 2002, roman.

## Sources
- « R.-L. Junod, membre d’honneur de l’ÆPOL »
- « Roger-Louis Junod », sur la base de données des personnalités vaudoises sur la plateforme « Patrinum » de la Bibliothèque cantonale et universitaire de Lausanne.
- Histoire de la littérature en Suisse romande, sous la dir. de R. Francillon, vol. 3, p. 419-422
- A. Nicollier H.-Ch. Dahlem, Dictionnaire des écrivains suisses d'expression française, vol. 1, p. 498-499
- P.-O. Walzer, Dictionnaire des littératures suisses, p. 202
- H.-Ch. Dahlem, Sur les pas d'un lecteur heureux guide littéraire de la Suisse, p. 309-311
- R.-L. Junod : Nouvelle donne en Arkadia
- A D S - Autorinnen und Autoren der Schweiz - Autrices et Auteurs de Suisse - Autrici ed Autori della Svizzera
- Roger-Louis Junod sur viceversalitterature.ch
- La Chaux-de-Fonds - Bibliothèque de la Ville - Roger-Louis Junod, Bibliothèque de la Ville de La Chaux-de-Fonds : Service de recherche